# Електричний опір та електропровідність
Електричний опір (його також називають питомим електричним опором або об'ємним опором) та обернена до нього електропровідність — основні властивості матеріалу, які визначають, наскільки сильно речовина чинить опір чи проводить електричний струм. Низький опір вказує на те, що матеріал легко проводить електричний струм. Опір зазвичай позначають грецькою літерою ρ (ро). Одиниця електричного опору в системі SI — Ом (Ом·м). Наприклад: куб з твердого матеріалу довжиною 1 м і площею поперечного перерізу 1 м кв., і одиниця опору є 1 Ом то питомий опір матеріалу буде 1Ом·м.
Електропровідність або питома провідність — це величина, обернена до електричного опору. Вона являє собою здатність матеріалу проводити електричний струм. Її зазвичай позначають грецькою літерою σ (сигма), але іноді використовують κ (kaппa) (особливо в електротехніці) та γ (гамма). Одиниця електропровідності в системі SI — сіменс на метр (См/м).

## Визначення

### Ідеальний випадок

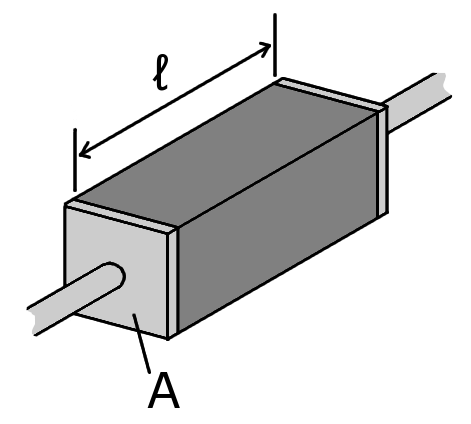
Шматок резистивного матеріалу з електричними контактами на обох кінцях.

В ідеальному випадку поперечний переріз та фізичні властивості досліджуваного матеріалу є рівні в зразку і електричне поле та густина струму скрізь паралельні та постійні. Багато резисторів і провідників насправді мають рівномірний переріз з рівномірним потоком електричного струму так що це гарна модель (див. схему). У цьому випадку електричний опір ρ (грец. ро) можна обчислити за
{\displaystyle \rho =R{\frac {A}{\ell }},\,\!}
де
{\displaystyle R} — електричний опір рівномірного зразка матеріалу
{\displaystyle \ell } — довжина зразка: A — площа поперечного перерізу зразка
Обидва опори створюють перешкоди проходженню електричного струму крізь матеріал, але на відміну, опір є внутрішньою властивістю. Це означає, що всі чисті мідні дроти (які не зазнавали спотворень своєї кристалічної структури тощо), незалежно від форми та розміру, мають однаковий опір, але довгий тонкий мідний дріт має набагато більший опір, ніж товстий, короткий мідний дріт. Кожен матеріал має свій характерний опір. Наприклад, гума має набагато вищий опір за мідь.
У гідравлічній аналогії пропускання струму крізь матеріал з високим опором — це як проштовхування води крізь трубу, наповнену піском, а пропускання струму крізь матеріал низького опору — це як проштовхування води через порожню трубу. Якщо труби однакового розміру і форми, то труба наповнена піском, має більш високу стійкість до потоку. Опір, однак, визначається не лише наявністю чи відсутністю піску. Це також залежить від довжини і ширини труби: короткі або широкі труби мають менший опір, ніж вузькі або довгі труби.
Наведене рівняння можна перенести для отримання закону Пойє (названого на честь Клода Пойє)
{\displaystyle R=\rho {\frac {\ell }{A}}.\,\!}
Опір даного матеріалу прямо пропорційний довжині, але обернено пропорційний площі поперечного перерізу. Таким чином, питомий опір може бути виражений за допомогою системи SI через «Ом·метр» (Ом·м) — тобто Ом, розділений на м (по довжині) і потім помножений на квадратні метри (площа поперечного перерізу).
Наприклад, якщо S = 1 м кв.{\displaystyle \ell } = 1м (утворений куб з ідеальною провідністю на протилежних гранях), тоді опір цього елемента в омах чисельно дорівнює питомому опору матеріалу, з якого він виготовлений в Ом⋅м.
Провідність, σ, є оберненою до опору:
{\displaystyle \sigma ={\frac {1}{\rho }}.\,\!}
Одиниця провідності в системі SI « сименс на метр» (См/м).

### Загальний скалярний випадок
Для менш ідеальних випадків, наприклад більш складна геометрія або коли струм і електричне поле змінюються в різних частинах матеріалу, необхідно використовувати більш загальний вираз, в якому питомий опір у певній точці визначається як відношення електричного поля до густини струму, яке він створює в цій точці:
{\displaystyle \rho ={\frac {E}{J}},\,\!}
де
{\displaystyle \rho } — питомий опір матеріалу провідника,
{\displaystyle E} — величина електричного поля,
{\displaystyle J} — величина густини струму, де {\displaystyle E} і {\displaystyle J} знаходяться всередині провідника.
Провідність величина обернена опору, виражена формулою:
{\displaystyle \sigma ={\frac {1}{\rho }}={\frac {J}{E}}.\,\!}
Наприклад, гума — це матеріал з великим ρ і малим σ, тому що навіть дуже велике електричне поле в гумі практично не протікає через нього струм. З іншого боку, мідь — це матеріал з малими ρ і великими σ — тому що навіть невелике електричне поле тягне через нього багато струму.
Як показано нижче, цей вираз спрощується до одного числа, коли електричне поле і густина струму в матеріалі постійні.
виведення із загального визначення опору
Тут слід об'єднати три рівняння. Перший — питомий опір паралельного струму та електричного поля^
{\displaystyle \rho ={\frac {E}{J}},\,\!}
Якщо електричне поле постійне, електричне поле задається загальною напругою V по провіднику, поділеною на довжину ℓ провідника:
{\displaystyle E} = V/ℓ
Якщо густина струму постійна, вона дорівнює загальному струму, поділеному на площу поперечного перерізу:
{\displaystyle J} = І/S
Підставляючи значення {\displaystyle E} і {\displaystyle J} до першого виразу, отримуємо:
{\displaystyle \rho ={\frac {VS}{Il}},\,\!}
Нарешті, застосовуємо закон Ома, V / I = R.
{\displaystyle R=\rho {\frac {\ell }{S}}.\,\!}{\displaystyle R=\rho {\frac {\ell }{A}}.\,\!}

### Тензорний опір
Коли питомий опір матеріалу має спрямовану складову, слід використовувати найбільш загальне визначення питомого опору. Він починається від тензорно-векторної форми закону Ома, яка пов'язує електричне поле всередині матеріалу з потоком електричного струму. Це рівняння є повністю загальним, тобто воно діє у всіх випадках, включаючи згадані вище. Однак це визначення є найскладнішим, тому воно використовується безпосередньо в анізотропних випадках, коли більш прості визначення не можуть бути застосовані. Якщо матеріал не є анізотропним, можна ігнорувати визначення тензорного вектора і використовувати натомість більш простий вираз.
Тут анізотропний означає, що матеріал має різні властивості в різних напрямках. Наприклад, мікроскопічний кристала графіту складається з стопки аркушів, і струм дуже легко протікає через кожен аркуш, але набагато рідше від одного аркуша до сусіднього. У таких випадках струм не тече в абсолютно тому ж напрямку, що й електричне поле. Таким чином, відповідні рівняння узагальнені до форми тривимірного тензору:
{\displaystyle \mathbf {J} ={\boldsymbol {\sigma }}\mathbf {E} \,\,\rightleftharpoons \,\,\mathbf {E} ={\boldsymbol {\rho }}\mathbf {J} \,\!}
де провідність σ і опір ρ — тензори рангового рівня 2, а електричне поле E і густина струму J — вектори. Ці тензори можуть бути представлені 3 × 3 матрицями, векторами з матрицями 3x1, з матричним множенням, що використовується в правій частині цих рівнянь. У матричній формі відношення опору задається:
{\displaystyle {\begin{bmatrix}E_{x}\\E_{y}\\E_{z}\end{bmatrix}}={\begin{bmatrix}\rho _{xx}&\rho _{xy}&\rho _{xz}\\\rho _{yx}&\rho _{yy}&\rho _{yz}\\\rho _{zx}&\rho _{zy}&\rho _{zz}\end{bmatrix}}{\begin{bmatrix}J_{x}\\J_{y}\\J_{z}\end{bmatrix}}}
де
{\displaystyle \mathbf {E} } — вектор електричного поля з компонентами (E x, E y, E z).
{\displaystyle {\boldsymbol {\rho }}} — є тензором опору, загалом матрицею три на три.
{\displaystyle \mathbf {J} } — вектор густини електричного струму з компонентами (J x, J y, J z)
Еквівалентно, питомий опір можна надати в більш компактних позначеннях Ейнштейна:
{\displaystyle \mathbf {E} _{i}={\boldsymbol {\rho }}_{ij}\mathbf {J} _{j}}
В будь-якому випадку вираження виразу для кожного компонента електричного поля є:
{\displaystyle E_{x}=\rho _{xx}J_{x}+\rho _{xy}J_{y}+\rho _{xz}J_{z}.}
{\displaystyle E_{y}=\rho _{yx}J_{x}+\rho _{yy}J_{y}+\rho _{yz}J_{z}.}
{\displaystyle E_{z}=\rho _{zx}J_{x}+\rho _{zy}J_{y}+\rho _{zz}J_{z}.}
Оскільки вибір системи координат вільний, звичайна умова полягає у спрощенні виразу, вибираючи x- вісь, паралельну поточному напрямку, тому Jy = Jz = 0. Буде мати вигляд:
{\displaystyle \rho _{xx}={\frac {E_{x}}{J_{x}}},\quad \rho _{yx}={\frac {E_{y}}{J_{x}}},{\text{ and }}\rho _{zx}={\frac {E_{z}}{J_{x}}}.}
Провідність визначається аналогічно:
{\displaystyle {\begin{bmatrix}J_{x}\\J_{y}\\J_{z}\end{bmatrix}}={\begin{bmatrix}\sigma _{xx}&\sigma _{xy}&\sigma _{xz}\\\sigma _{yx}&\sigma _{yy}&\sigma _{yz}\\\sigma _{zx}&\sigma _{zy}&\sigma _{zz}\end{bmatrix}}{\begin{bmatrix}E_{x}\\E_{y}\\E_{z}\end{bmatrix}}}
або
{\displaystyle \mathbf {J} _{i}={\boldsymbol {\sigma }}_{ij}\mathbf {E} _{j}}
Обидва результати:
{\displaystyle J_{x}=\sigma _{xx}E_{x}+\sigma _{xy}E_{y}+\sigma _{xz}E_{z}}
{\displaystyle J_{y}=\sigma _{yx}E_{x}+\sigma _{yy}E_{y}+\sigma _{yz}E_{z}}
{\displaystyle J_{z}=\sigma _{zx}E_{x}+\sigma _{zy}E_{y}+\sigma _{zz}E_{z}}
Дивлячись на два вирази, {\displaystyle {\boldsymbol {\rho }}} і {\displaystyle {\boldsymbol {\sigma }}} є оберненими матрицями одна до одної. Однак у найбільш загальному випадку окремі елементи матриці не є обов'язково взаємними: наприклад, σxx може не дорівнює 1/ρxx. Це можна побачити в ефекті Холла, де {\displaystyle \rho _{xy}} є ненульовим. В ефекті Холла, завдяки обертальній інваріантності щодо осі- z, {\displaystyle \rho _{yy}=\rho _{xx}} і {\displaystyle \rho _{yx}=-\rho _{xy}}, тому співвідношення питомого опору та провідності спрощується до:
{\displaystyle \sigma _{xx}={\frac {\rho _{xx}}{\rho _{xx}^{2}+\rho _{xy}^{2}}},\quad \sigma _{xy}={\frac {-\rho _{xy}}{\rho _{xx}^{2}+\rho _{xy}^{2}}}}
Якщо електричне поле паралельне прикладеному струму, то значення {\displaystyle \rho _{xy}} і {\displaystyle \rho _{xz}} дорівнюють нулю. Коли вони дорівнюють нулю, то значення {\displaystyle \rho _{xx}}, достатньо для опису електричного опору. Потім його записують просто {\displaystyle \rho }, і це зводиться до більш простого виразу.

## Провідність і носії струму

### Співвідношення між щільністю струму та швидкістю електричного струму
Електричний струм — це впорядкований рух електричних зарядів. Ці заряди називаються носіями електричних зарядів. У металах та напівпровідниках електрони є носіями струму; в електролітах та іонізованих газах, позитивних та негативних іонах. У загальному випадку густина струму одного носія визначається за формулою :
```

  

    

      

        

          

            

              
j

              
→

            

          

        

        
=

        
q

        
n

        

          

            

              

                
υ

                
→

              

            

          

          

            
a

          

        

      

    

    
{\displaystyle {\vec {j}}=qn{\vec {\upsilon }}_{a}}

  

```

де 𝑛 — густина носіїв заряду (кількість носіїв на одиницю об'єму), 𝑞 — заряд одного носія, {\displaystyle {\vec {\upsilon }}_{a}} — середня швидкість їх руху. У тому випадку, коли струм складається з багатьох носіїв
{\displaystyle {\vec {j}}=\sum _{j}j_{i}} .
де {\displaystyle j_{i}} — щільність струму {\displaystyle i} -на провідник.

## Причини провідності

### Теорія смуг спрощена
Згідно елементарної квантової механіки, електрон в атомі або кристалі може мати лише певні точні енергетичні рівні; енергії між цими рівнями неможливі. Коли велика кількість таких дозволених рівнів мають близько розташовані енергетичні значення — тобто мають енергію, яка відрізняється лише миттєво — ці близькі рівні енергії в поєднанні називають «енергетичною смугою». У матеріалі може бути багато таких енергетичних смуг, залежно від атомного числа складових атомів та їх розподілу в середині кристала.
Електрони матеріалу прагнуть мінімізувати загальну енергію в матеріалі, розкладаючись у низько енергетичні стани; однак принцип виключення Паулі означає, що в кожному такому стані може існувати лише один. Так електрони «заповнюють» структуру смуги, починаючи знизу. Характерний рівень енергії, до якого заповнюються електрони, називається рівнем Фермі. Положення рівня Фермі щодо структури смуги є дуже важливим для електричної провідності: тільки електрони в енергетичних рівнях поблизу або вище рівня Фермі можуть вільно рухатися в межах ширшої матеріальної структури, оскільки електрони можуть легко перестрибувати серед частково зайнятих станів у цьому регіоні. Навпаки, низько енергетичні стани повністю заповнені фіксованою межею кількості електронів у всі часи, а стани високої енергії порожні від електронів у весь час.
Електричний струм складається з потоку електронів. У металах є багато рівнів енергії електронів поблизу рівня Фермі, тому для руху є багато електронів. Саме це спричиняє високу електронну провідність металів.
Важливою частиною теорії смуг є те, що можуть бути заборонені смуги енергії: енергетичні інтервали, які не містять енергетичних рівнів. В ізоляторах та напівпровідниках кількість електронів — це лише потрібна кількість для заповнення певної цілого числа смуг низької енергії, точно до межі. У цьому разі рівень Фермі потрапляє в проміжки смуги. Оскільки поблизу рівня Фермі немає вільних станів, а електрони не є вільно рухомими, електронна провідність дуже низька.

### У металах

Як і кульки в колисці Ньютона, електрони в металі швидко передають енергію з одного терміналу в інший, незважаючи на власний незначний рух.

Метал складається з решітки атомів, кожен із зовнішньою оболонкою електронів, які вільно відмежовуються від своїх батьківських атомів і проходять через решітку. Це також відомо, як позитивна іонна решітка. Це «море» дисоційованих електронів дозволяє металу проводити електричний струм. Коли різниця електричних потенціалів (напруга) прикладена крізь метал, отримане електричне поле змушує електрони дрейфувати у бік позитивного кінця. Фактична швидкість дрейфу електронів, як правило, невелика, приблизно метр за годину. Але через велику кількість рухомих електронів навіть повільна швидкість дрейфу призводить до великої густини струму. Механізм схожий на передачу імпульсу кульок в колисці Ньютона але швидке поширення електричної енергії вздовж дроту пов'язано не з механічними силами, а з поширенням електромагнітного поля, що переносить енергію, керованого дротом.
Більшість металів мають електричний опір. У більш простих моделях (не квантові механічні моделі) це можна пояснити заміною електронів та кристалічної решітки на хвилеподібну структуру. Коли електронна хвиля проходить через ґрати, хвилі вдаряються, що викликає опір. Чим густіша решітка, тим менше збурень і тим менший опір. Таким чином, величина опору в основному викликається двома факторами. По-перше, це викликано температурою і, таким чином, кількістю вібрацій кристалічної решітки. Більш високі температури викликають більші вібрації, які виступають як нерівності в решітці. По-друге, чистота металу актуальна, оскільки суміш різних іонів також є нерівністю. Невелике зниження електропровідності при плавленні чистих металів пояснюється втратою кристалічного порядку дальнього діапазону. Залишається порядок короткого діапазону і сильна кореляція між положеннями іонів, що призводить до узгодженості між хвилями, дифракції суміжних іонів.

### У напівпровідниках та ізоляторах
У металах рівень Фермі лежить у смузі провідності (див. Теорію смуг, вище), що породжує вільні електрони провідності. Однак у напівпровідниках положення рівня Фермі знаходиться в межах смуги діапазону, приблизно на півдорозі між мінімумом смуги провідності (дно першої смуги незаповнених рівнів енергією електронів) та максимумом валентної смуги (верхня частина смуги нижче смуги провідності, заповнених енергетичними рівнями електронів). Це стосується внутрішніх (нескорочених) напівпровідників. Це означає, що при абсолютній нульовій температурі не буде вільних електронів провідності, а опір нескінченний. Однак опір зменшується у міру збільшення густини носія заряду (без подальших ускладнень густини електронів), а провідність збільшується. У зовнішніх (легованих) напівпровідниках атоми легуючих речовин збільшують концентрацію носія заряду в більшості за рахунок подачі електронів у зону провідності або створення отворів у валентній зоні. («Дірка» — це положення, коли відсутній електрон; такі дірки можуть поводитись аналогічно електронам). Для обох типів донорних або акцепторних атомів збільшення густини легуючих речовин зменшує опір. Отже, сильно леговані напівпровідники поводяться, як метали. При дуже високих температурах внесок термічно генерованих носіїв домінує над внеском атомів легуючих речовин, а опір зменшується експоненціально з температурою.

### В іонних рідинах / електролітах
В електролітах електрична провідність відбувається не за допомогою смугових електронів або дірок, а повним атомним видом (іонами), які рухаються і кожен з яких має електричний заряд. Опір іонних розчинів (електролітів) сильно змінюється в залежності від концентрації — тоді як дистильована вода є майже ізолятором, солона вода є розумним електричним провідником. Провідність в іонних рідинах також контролюється рухом іонів, але тут мова йде про розплавлені солі, а не сольватовані іони. У біологічних мембранах струми проводяться іонними солями. Невеликі отвори в клітинних мембранах, які називаються іонними каналами, є вибірковими до конкретних іонів і визначають мембранний опір.
Концентрація іонів у рідині залежить від ступеня дисоціації, характеризується коефіцієнтом дисоціації {\displaystyle \alpha }, який визначається відношенням концентрації іонів {\displaystyle N} до концентрації молекул розчинених в речовині {\displaystyle N_{0}}:
{\displaystyle N=\alpha N_{0}} .
Питома електропровідність розчину дорівнює:
{\displaystyle \sigma =q(b^{+}+b^{-})\alpha N} ,
де {\displaystyle q} — модуль іонного заряду, {\displaystyle b^{+}} і {\displaystyle b^{-}} — рухливість позитивно і негативно заряджених іонів, {\displaystyle N} — концентрація іонів, {\displaystyle \alpha } — коефіцієнт дисоціації.

### Надпровідність
Електричний опір металевого провідника поступово зменшується при зниженні температури. У звичайних провідниках, таких як мідь або срібло, це зниження обмежене домішками та іншими дефектами. Навіть біля абсолютного нуля реальний зразок нормального провідника виявляє деякий опір. У надпровіднику опір різко падає до нуля, коли матеріал охолоджується нижче його критичної температури. Електричний струм, що протікає в петлі надпровідного проводу, може тривати нескінченно без джерела живлення.

### Плазма

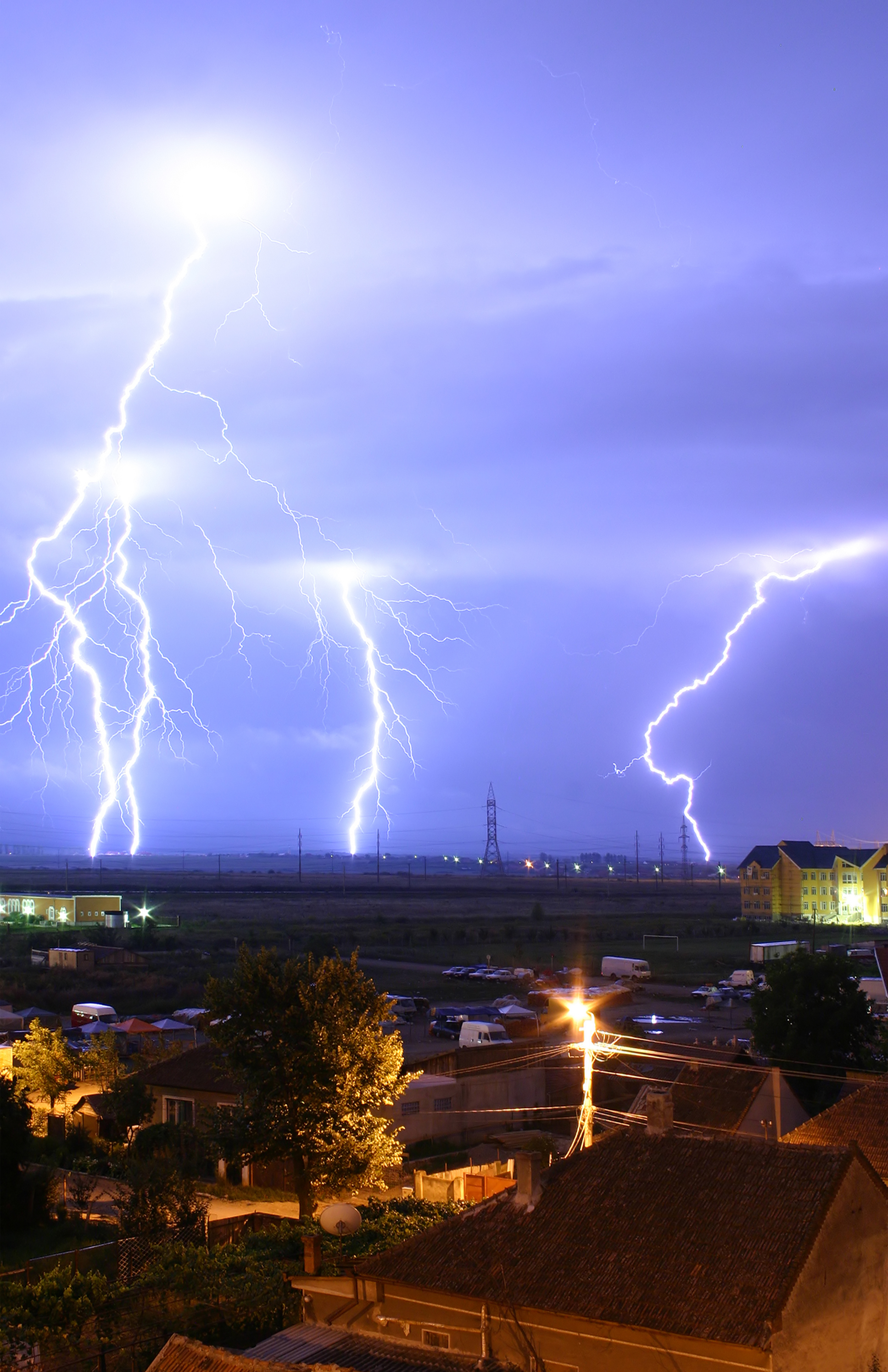
Блискавка — приклад плазми, присутньої на поверхні Землі. Як правило, блискавка розряджає 30000 ампер зі швидкістю до 100 мільйонів вольт і випромінює світло, радіохвилі та рентгенівські промені. Температура плазми в блискавці може наблизитися до 30 000 кельвінів (29 727 ° С) (53,540 ° F) або в п'ять разів гарячіше температури на поверхні сонця, а щільність електронів може перевищувати 10 ^{24} м ^{−3}.

Плазми — дуже хороші провідники і електричні потенціали відіграють важливу роль.
Потенціал, який існує в середньому в просторі між зарядженими частинками, незалежно від питання, як його можна виміряти, називають плазмовим потенціалом або просторовим потенціалом. Якщо електрод вставити в плазму, його потенціал, як правило, значно нижчий плазмового потенціалу, через те, що називається оболонкою Дебая. Хороша електропровідність плазми робить їх електричні поля дуже маленькими. Це призводить до важливої концепції квазінейтральності, яка говорить, що густина негативних зарядів приблизно дорівнює густині позитивних зарядів у великих обсягах плазми (ne = <Z> ni), але в масштабі довжини Дебая може виникнути дисбаланс заряду. У спеціальному випадку, коли утворюються подвійні шари, поділ заряду може подовжувати кілька десятків довжин Дебая.
Величину потенціалів та електричних полів слід визначати іншими способами, ніж просто знайти густина заряду. Поширений приклад — припустимо, що електрони задовольняють відношення Больцмана :
{\displaystyle n_{\text{e}}\propto e^{e\Phi /k_{\text{B}}T_{\text{e}}}.}
Диференціювання цього відношення забезпечує спосіб обчислення густини електричного поля:
{\displaystyle \mathbf {E} =-{\frac {k_{\text{B}}T_{\text{e}}}{e}}{\frac {\nabla n_{\text{e}}}{n_{\text{e}}}}.}
(«Вказівний трикутник вниз» — це векторний градієнт; див. Символ набла та градієнт для отримання додаткової інформації.)
Можна виробляти плазму, яка не є квазінейтральною. Наприклад, електронний промінь має лише негативні заряди. Густина ненейтральної плазми зазвичай повинна бути дуже низькою, або вона повинна бути дуже малою. В іншому випадку відштовхувальна електростатична сила її розсіює.
В астрофізичних плазмах скринінг Дебає не дозволяє електричним полям безпосередньо впливати на плазму на великих відстанях, тобто більше, ніж довжина Дебая. Однак існування заряджених частинок змушує плазму генерувати та впливати на їх магнітні поля. Це може і викликає надзвичайно складну поведінку, наприклад, утворення подвійних шарів плазми, об'єкт, який розділяє заряд на кілька десятків довжин Дебая. Динаміка взаємодії плазми із зовнішніми та самогенерованими магнітними полями вивчається в навчальній дисципліні магнітогідродинаміки.
Плазмою часто називають четвертий стан речовини після твердих речовин, рідин і газів. Він відрізняється від цих та інших нижчих енергетичних станів речовини. Хоча вона тісно пов'язана з газовою фазою тим, що вона також не має визначеної форми або об'єму, вона відрізняється кількома властивостями, включаючи наступні:
| Власність             | Газ | Плазма |
| --------------------- | --- | --- |
| Електропровідність    | Дуже низько: повітря є прекрасним ізолятором, поки він не розпадається на плазму при напруженості електричного поля понад 30 кіловольт на сантиметр. | Зазвичай дуже висока: для багатьох цілей провідність плазми може трактуватися як нескінченна. |
| Самостійно діючий вид | Перше: всі газові частинки поводяться аналогічно, під впливом сили тяжіння та зіткнення одна з одною.                                                | Два-три: електрони, іони, протони та нейтрони можна розрізнити за ознакою та значенням їх заряду, щоб вони поводилися незалежно за багатьох обставин, з різними об'ємними швидкостями та температурами, дозволяючи таким явищам, як нові типи хвиль та нестабільності. |
| Розподіл швидкостей   | Максвелліан: зіткнення зазвичай призводять до розподілу Максвеллівської швидкості всіх частинок газу з дуже відносно малою швидкістю частинок.       | Часто не максвеллівські: колізійні взаємодії часто слабкі у гарячих плазмах, а зовнішнє змушення може загнати плазму далеко від місцевої рівноваги та призвести до значної популяції незвично швидких частинок.                                                        |
| Взаємодії             | Подвійні: зіткнення з двома частинками є правилом, зіткнення з трьома частинами — вкрай рідкісні.                                                    | Колективні: хвилі або організований рух плазми дуже важливі, оскільки частинки можуть взаємодіяти на великих відстанях через електричну та магнітну сили. |

## Опір і електропровідність різних матеріалів
- Такий провідник, як метал, має високу провідність і низький опір.
- Ізолятор, як скло, має низьку електропровідність і високий опір.
- Провідність напівпровідника, як правило, є проміжною, але широко варіюється за різних умов, таких як вплив матеріалу електричним полям або конкретним частотам світла, і, що найважливіше, з температурою та складом напівпровідникового матеріалу.

Ступінь легування напівпровідників робить велику різницю в провідності. До певного моменту, велике підсилення призводить до підвищення провідності. Провідність розчину води сильно залежить від концентрації розчинених солей та інших хімічних видів, які іонізуються в розчині. Електропровідність зразків води використовується як показник того, наскільки зразок є несолоним, іонним або без домішок; чим чистіша вода, тим менша провідність (чим вище питомий опір). Виміри провідності у воді часто повідомляють про питому провідність щодо провідності чистої води при 25 С. Вимірювач електропровідності зазвичай використовується для вимірювання провідності розчину. Приблизний підсумок такий:
| Матеріал        | Опір, р (Ом · м) |
| --------------- | ---------------- |
| Надпровідники   | 0                |
| Метали          | 10 −8            |
| Напівпровідники | Змінна           |
| Електроліти     | Змінна           |
| Ізолятори       | 10 16            |
| Суперінсулятори | ∞                |

У цій таблиці показано питомий опір (ρ), провідності та температурний коефіцієнт електричного опору різних матеріалів при 20°C (293 К), 68°F
| Material                          | Resistivity ρ (Ω·m) at 20 | Conductivity σ (S/m) at 20 | Temperature coefficient (K−1) | Reference     |
| --------------------------------- | ------------------------- | -------------------------- | ----------------------------- | ------------- |
| Срібло                            | 1.59×10−8                 | 6.30×107                   | 0.00380                       | [ 18 ] [ 19 ] |
| Мідь                              | 1.68×10−8                 | 5.96×107                   | 0.00404                       | [ 20 ] [ 21 ] |
| Відпалена мідь                    | 1.72×10−8                 | 5.80×107                   | 0.00393                       | [ 22 ]        |
| Золото                            | 2.44×10−8                 | 4.11×107                   | 0.00340                       |               |
| Алюміній                          | 2.65×10−8                 | 3.77×107                   | 0.00390                       |               |
| Кальцій                           | 3.36×10−8                 | 2.98×107                   | 0.00410                       |               |
| Вольфрам                          | 5.60×10−8                 | 1.79×107                   | 0.00450                       |               |
| Цинк                              | 5.90×10−8                 | 1.69×107                   | 0.00370                       |               |
| Нікель                            | 6.99×10−8                 | 1.43×107                   | 0.006                         |               |
| Літій                             | 9.28×10−8                 | 1.08×107                   | 0.006                         |               |
| Залізо                            | 9.70×10−8                 | 1.03×107                   | 0.005                         |               |
| Платина                           | 1.06×10−7                 | 9.43×106                   | 0.00392                       |               |
| Олово                             | 1.09×10−7                 | 9.17×106                   | 0.00450                       |               |
| Галій                             | 1.40×10−7                 | 7.10×106                   | 0.004                         |               |
| Ніобій                            | 1.40×10−7                 | 7.00×106                   |                               |               |
| Вуглецева сталь (1010)            | 1.43×10−7                 | 6.99×106                   |                               |               |
| Свинець                           | 2.20×10−7                 | 4.55×106                   | 0.0039                        |               |
| Галінстан                         | 2.89×10−7                 | 3.46×106                   |                               | [ 23 ]        |
| Титан                             | 4.20×10−7                 | 2.38×106                   | 0.0038                        |               |
| Grain oriented electrical steel   | 4.60×10−7                 | 2.17×106                   |                               | [ 24 ]        |
| Манганин                          | 4.82×10−7                 | 2.07×106                   | 0.000002                      | [ 25 ]        |
| Константан                        | 4.90×10−7                 | 2.04×106                   | 0.000008                      | [ 26 ]        |
| Неіржавна сталь                   | 6.90×10−7                 | 1.45×106                   | 0.00094                       |               |
| Ртуть                             | 9.80×10−7                 | 1.02×106                   | 0.00090                       |               |
| Ніхром                            | 1.10×10−6                 | 6.70×106 [джерело?]        | 0.0004                        |               |
| Манган                            | 1.44×10−6                 | 6.94×106                   |                               |               |
| Аморфний вуглець                  | 5×10−4 — 8×10−4           | 1.25×103 — 2.00×103        | −0.0005                       | [ 27 ]        |
| Графіт паралельно до площини      | 2.5×10−6 — 5.0×10−6       | 2×105 — 3×105 [джерело?]   |                               | [ 1 ]         |
| Графіт перпендикулярно до площини | 3×10−3                    | 3.3×102                    |                               |               |
| GaAs                              | 10−3 - 108                | 10−8 - 103                 |                               | [ 28 ]        |
| Германій                          | 4.6×10−1                  | 2.17                       | −0.048                        |               |
| Морська вода                      | 2.0×10−1                  | 4.8                        |                               |               |
| Вода з плавального басейну        | 3.3×10−1 — 4.0×10−1       | 0.25 — 0.30                |                               |               |
| Питна вода                        | 2×101 — 2×103             | 5×10−4 — 5×10−2            |                               | [джерело?]    |
| Силіцій                           | 6.4×102                   | 1.56×10−3                  | −0.075                        |               |
| Деревина                          | 103 — 104                 | 10−4 — 10−3                |                               |               |
| Деіонізована вода                 | 1.8×105                   | 5.5×10−6                   |                               | [ 29 ]        |
| Скло                              | 1011 — 1015               | 10−15 — 10−11              | ?                             |               |
| Алмаз                             | ~1012                     | ~10−13                     |                               | [ 30 ]        |
| Ебоніт                            | 1013                      | 10−14                      | ?                             |               |
| Повітря                           | 109 — 1015                | 10−15 — 10−9               |                               | [ 31 ] [ 32 ] |
| Деревина (сушена)                 | 1014 — 1016               | 10−16 — 10−14              |                               |               |
| Сірка                             | 1015                      | 10−16                      | ?                             |               |
| Кварцове скло                     | 7.5×1017                  | 1.3×10−18                  | ?                             |               |
| Поліетилентерефталат              | 1021                      | 10−21                      | ?                             |               |
| Політетрафторетилен (Teflon)      | 1023 — 1025               | 10−25 — 10−23              | ?                             |               |

Ефективний температурний коефіцієнт змінюється залежно від температури та рівня чистоти матеріалу. 20   °C значення є лише наближенням при використанні в інших температурах. Наприклад, коефіцієнт стає нижчим при більш високих температурах для міді, а значення 0,00427 зазвичай задається при 0

Наднизький низький опір (висока провідність) у металах характерний для срібла. Георгій Ґамов впорядкував підсумок природи взаємодії металів з електронами у своїй науково-популярній книзі « Два, три». . . Нескінченність (1947): 
The metallic substances differ from all other materials by the fact that the outer shells of their atoms are bound rather loosely, and often let one of their electrons go free. Thus the interior of a metal is filled up with a large number of unattached electrons that travel aimlessly around like a crowd of displaced persons. When a metal wire is subjected to electric force applied on its opposite ends, these free electrons rush in the direction of the force, thus forming what we call an electric current.
 Більш технічно, модель вільного електрона дає основний опис потоку електронів у металах.
Деревина вважається надзвичайно хорошим ізолятором, але його питомий опір в значній мірі залежить від вмісту вологи, при цьому волога в деревині є фактором принаймні гіршим ізолятором, ніж суха піч. У будь-якому випадку, досить висока напруга — така як, наприклад, при ударах блискавки або в деяких лініях електропередач високої напруги — може призвести до пробою ізоляції та ризику ураження електричним струмом навіть при явно сухій деревині.

## Залежність від температури

### Лінійне наближення
Електричний опір більшості матеріалів змінюється від температури. Якщо температура T не змінюється занадто сильно, зазвичай використовується лінійне наближення :
{\displaystyle \rho (T)=\rho _{0}[1+\alpha (T-T_{0})]}
де {\displaystyle \alpha } називається температурним коефіцієнтом опору, {\displaystyle T_{0}} є фіксованою базовою температурою (зазвичай кімнатної температури), і {\displaystyle \rho _{0}} — питомий опір при температурі {\displaystyle T_{0}}. Параметр {\displaystyle \alpha } — емпіричний параметр, встановлений на основі даних вимірювань. Оскільки лінійне наближення є лише наближенням, {\displaystyle \alpha } різниться для різних еталонних температур. З цієї причини прийнято визначати температуру {\displaystyle \alpha } вимірюванням за допомогою суфікса, наприклад {\displaystyle \alpha _{15}}, і взаємозв'язок має місце лише в діапазоні температур навколо еталону. Коли температура змінюється у великому діапазоні температур, лінійне наближення є недостатнім, і слід використовувати більш детальний аналіз та розуміння.

### Метали

Температурна залежність опору золота, міді та срібла.

Взагалі електричний опір металів збільшується з температурою. Електронно- фононні взаємодії можуть грати ключову роль. При високих температурах опір металу збільшується лінійно з температурою. У міру зниження температури металу
залежність опору від температури залежить від закону силової функції температури . Математично температурну залежність опору ρ металу задано формулою Блоха — Грюнезена:
{\displaystyle \rho (T)=\rho (0)+A\left({\frac {T}{\Theta _{R}}}\right)^{n}\int _{0}^{\Theta _{R}/T}{\frac {x^{n}}{(e^{x}-1)(1-e^{-x})}}\,dx}
де {\displaystyle \rho (0)} — залишковий опір внаслідок дефектного розсіювання, А — константа, що залежить від швидкості електронів на поверхні Фермі, радіуса Дебая та щільності кількості електронів у металі. {\displaystyle \Theta _{R}} — температура Дебая, отримана в результаті вимірювань питомого опору і дуже збігається зі значеннями температури Дебая, отриманими в результаті конкретних вимірювань тепла. n — ціле число, яке залежить від характеру взаємодії:
- н   =   5 випливає, що опір обумовлений розсіюванням електронів фононами (як це стосується простих металів)
- н   =   3 випливає, що опір зумовлений розсіюванням електронів sd (як це стосується перехідних металів)
- н   =   2 випливає, що опір зумовлений взаємодією електрон-електрон.

Якщо одночасно присутнє більш одного джерела розсіювання, правило Маттіссена (вперше сформульоване Августом Маттіссеном у 1860-х роках) зазначає, що загальний опір можна наблизити, додавши кілька різних термінів, кожен з відповідним значенням н.
Оскільки температура металу досить знижується (щоб «заморозити» всі фонони), питомий опір зазвичай досягає постійного значення, відомого як залишковий опір. Ця величина залежить не тільки від типу металу, але і від його чистоти та термічної історії. Значення залишкового опору металу визначається концентрацією в ньому домішок. Деякі матеріали втрачають електричний опір при досить низьких температурах через ефект, відомий як надпровідність.
Дослідження низькотемпературного опору металів стало мотивацією для експериментів Гейке Камерлінга Оннеса, які привели в 1911 р. до відкриття надпровідності. Докладніше див. Історія надпровідності.

#### Закон Відемана— Франца
Закон Відемана-Франца твердить, що коефіцієнт електропровідності металів при нормальних температурах обернено пропорційний температурі:
{\displaystyle \sigma \thicksim {1 \over T}} .
При високих температурах в металах дотримується закон Відемана-Франца:
{\displaystyle {K \over {\sigma }}={\pi ^{2} \over 3}\left({\frac {k}{e}}\right)^{2}T} ,
де {\displaystyle K} — теплопровідність, {\displaystyle k} — стала Больцмана, {\displaystyle e} — величина заряду електронів, {\displaystyle T} — температура, {\displaystyle \sigma } — коефіцієнт електропровідності

### Напівпровідники
Взагалі внутрішній напівпровідниковий опір зменшується зі збільшенням температури. Електрони стикаються в енергетичну смугу провідності тепловою енергією, де вони вільно течуть, і при цьому залишають позаду отвори у валентній зоні, які також вільно течуть. Електричний опір типового внутрішнього (не легованого) напівпровідника зменшується експоненціально з температурою:
{\displaystyle \rho =\rho _{0}e^{-aT}\,}
Більш краще наближення температурної залежності питомого опору напівпровідника дає рівняння Штейнхарта-Харта:
{\displaystyle {\frac {1}{T}}=A+B\ln \rho +C(\ln \rho )^{3}\,}
де A, B і C — так звані коефіцієнти Штейнхарта — Харта.
Це рівняння використовується для калібрування терморезисторів.
Зовнішні (леговані) напівпровідники мають набагато складніший температурний профіль. З підвищенням температури, починаючи з абсолютного нуля, вони спочатку різко знижуються в опір, коли носії залишають донорів або акцепторів. Після того, як більшість донорів або акцепторів втратили носіїв, опір знову починає незначно збільшуватися через зменшення рухливості носіїв (як і в металі). При більш високих температурах вони поводяться як внутрішні напівпровідники, оскільки носії від донорів / акцепторів стають незначними порівняно з термічно генерованими носіями.
У некристалічних напівпровідниках провідність може відбуватися за допомогою квантового тунелювання з одної локалізованої ділянки на інше. Це відомо як стрибкова провідність і виражена формулою
{\displaystyle \rho =A\exp \left(T^{-1/n}\right),}
де n = 2, 3, 4, залежить від розмірності системи.

## Складний опір і електропровідність
Аналізуючи реакцію матеріалів на змінні електричні поля (діелектрична спектроскопія) в таких програмах, як електрична імпедансна томографія, зручно замінити питомий опір на комплексну величину, що називається непроникністю (аналогічно електричному опору). Непроникність — це сума реальної складової, питомого опору та уявної складової, реактивності (аналогічно реактивності). Величина непроникності — це квадратний корінь суми квадратів величин питомого опору та реактивності.
І навпаки, в таких випадках електропровідність повинна виражатися як комплексне число (або навіть як матриця складних чисел, у випадку анізотропних матеріалів), що називається проникливістю (admittance). Адмітивність — це сума реальної складової, яка називається провідністю, і уявна складова, яка називається сприйнятливістю.
В альтернативному опис реакції змінного струму використовують реальну (але залежну від частоти) провідність разом з реальною проникністю. Чим більша провідність, тим швидше сигнал змінного струму поглинається матеріалом (тобто, чим більш непрозорим є матеріал). Детальніше див. Математичні описи непрозорості .

## Опір проти питомого опору в складних геометріях
Навіть якщо відомий опір матеріалу обчислення опору чогось зробленого з нього може в деяких випадках бути набагато складніше, ніж за формулою {\displaystyle R=\rho \ell /A} . Одним із прикладів є поширення профілювання опору, де матеріал неоднорідний (різний опір у різних місцях) і точні шляхи потоку струму не очевидні.
У таких випадках формули
{\displaystyle J=\sigma E\,\,\rightleftharpoons \,\,E=\rho J\,\!}
повинні бути замінені на
{\displaystyle \mathbf {J} (\mathbf {r} )=\sigma (\mathbf {r} )\mathbf {E} (\mathbf {r} )\,\,\rightleftharpoons \,\,\mathbf {E} (\mathbf {r} )=\rho (\mathbf {r} )\mathbf {J} (\mathbf {r} ),\,\!}
де E і J зараз векторні поля. Це рівняння, поряд із рівнянням неперервності для J та рівнянням Пуассона для E, утворюють набір диференціальних рівнянь з частковими похідними. В певних випадках точне або приблизне рішення цих рівнянь може бути вирішене вручну, але для дуже точних відповідей у складних випадках можуть знадобитися комп'ютерні методи, такі як метод скінченних елементів.

## Продукт густини опору
У деяких програмах, де маса виробу є дуже важливою, питомий опор та густина важливіші, ніж абсолютно низький питомий опір — часто можна зробити провідник товщий, щоб компенсувати більш високий опір; і тоді бажаний матеріал виробу з низькою питомою густиною (або еквівалентно високим співвідношенням провідності до густини). Наприклад, для повітряних ліній електропередач на великі відстані часто використовують алюміній, а не мідь (Cu), оскільки він кращий для провідності.
Срібло, хоч найменш резистентний метал, має високу густину і виконує подібну здатність до міді, але є значно дорожчим. Кальцій та лужні метали мають найкращі продукти густоти опору, але їх рідко використовують для провідників через їх високу реакційну здатність з водою та киснем (та відсутність фізичної сили). Алюміній набагато стійкіший. Токсичність виключає вибір берилію. (Чистий берилій теж крихкий.) Таким чином, алюміній, як правило, є вибором металу, коли вага чи вартість провідника є важливим фактором.
| Матеріал | Опір (nΩ · m) | Густина (г / см 3) | Опір × густина продукт | Опір × густина продукт | Відносний об'єм вимагається давати ж провідність як Cu | Відносна вага (маса) вимагається давати ж провідність як Cu | Приблизна ціна (Дол. США за кг) (9/12/2018) | Відносна вартість проти Cu |
| Матеріал | Опір (nΩ · m) | Густина (г / см 3) | (г · мОм / м 2)        | Відносна до Cu         | Відносний об'єм вимагається давати ж провідність як Cu | Відносна вага (маса) вимагається давати ж провідність як Cu | Приблизна ціна (Дол. США за кг) (9/12/2018) | Відносна вартість проти Cu |
| -------- | ------------- | ------------------ | ---------------------- | ---------------------- | ------------------------------------------------------ | ----------------------------------------------------------- | ------------------------------------------- | -------------------------- |
| Натрій   | 47.7          | 0,97               | 46                     | 31 %                   | 2.843                                                  | 0,31                                                        |                                             |                            |
| Літій    | 92.8          | 0,53               | 49                     | 33 %                   | 5.531                                                  | 0,33                                                        |                                             |                            |
| Кальцій  | 33.6          | 1,55               | 52                     | 35 %                   | 2.002                                                  | 0,35                                                        |                                             |                            |
| Калій    | 72,0          | 0,89               | 64                     | 43 %                   | 4.291                                                  | 0,43                                                        |                                             |                            |
| Берилій  | 35.6          | 1,85               | 66                     | 44 %                   | 2.122                                                  | 0,44                                                        |                                             |                            |
| Алюміній | 26.50         | 2,70               | 72                     | 48 %                   | 1,5792                                                 | 0,48                                                        | 2.0                                         | 0,16                       |
| Магній   | 43,90         | 1,74               | 76                     | 51 %                   | 2.616                                                  | 0,51                                                        |                                             |                            |
| Мідь     | 16,78         | 8,96               | 150                    | 100 %                  | 1                                                      | 1                                                           | 6,0                                         | 1                          |
| Срібло   | 15.87         | 10.49              | 166                    | 111 %                  | 0,946                                                  | 1.11                                                        | 456                                         | 84                         |
| Золото   | 22.14         | 19.30              | 427                    | 285 %                  | 1.319                                                  | 2,85                                                        | 39 000                                      | 19 000                     |
| Залізо   | 96.1          | 7.874              | 757                    | 505 %                  | 5.727                                                  | 5.05                                                        |                                             |                            |